# Droga wojewódzka 765
Die Droga wojewódzka 765 (DW 765) ist eine 54 Kilometer lange Droga wojewódzka (Woiwodschaftsstraße) in der polnischen Woiwodschaft Heiligkreuz, die Chmielnik mit Osiek verbindet. Die Strecke liegt im Powiat Kazimierski, im Powiat Kielecki, im Powiat Buski und Powiat Staszowski.

## Streckenverlauf
Woiwodschaft Heiligkreuz, Powiat Kazimierski
-  Chmielnik (DK 73, DK 78)

Woiwodschaft Heiligkreuz, Powiat Kielecki
- Źródła
- Zrecze Duże

Woiwodschaft Heiligkreuz, Powiat Buski
- Gnojno
- Glinka
- Skadla
- Jarząbki
- Grabki Duże

Woiwodschaft Heiligkreuz, Powiat Staszowski
-  Szydłów (DW 756)
- Kurozwęki
-  Staszów (DW 757, DW 764)
- Wiśniówka
-  Osiek (DK 79)